# Qianfan
Qianfan (chinês: 千帆星座; pinyin: Qiānfān xīngzuò; lit. 'Constelação das Mil Velas'), oficialmente conhecida como Constelação Spacesail e também conhecida como G60 Starlink, é uma megaconstelação de satélites de internet chinesa em órbita terrestre baixa planejada para criar um sistema de cobertura mundial de internet criado pela Shanghai Spacecom Satellite Technology (SSST). O projeto foi iniciado em 2024 como um rival da constelação de satélites Starlink instalada pela SpaceX e planeja ser constituído de mais de 15.000 satélites até o final do projeto.

## História

### 2023
O programa "Mil Velas" começou com a criação do programa "Plano de Ação de Xangai para Promover o Desenvolvimento Aeroespacial Comercial e Criar uma Indústria de Informação Espacial (2023-2025)" anunciado pela primeira vez em 20 de novembro. O governo de Xangai levantou 6,7 bilhões de yuans chineses (US$ 943 milhões) em fundos para a construção do projeto, que foi inicialmente apelidado de G60 Starlink.
O primeiro satélite de painel plano para a megaconstelação foi montado em dezembro de 2023. As instalações do satélite foram alocadas para a estatal Shanghai Gesi Aerospace Technology (Genesat).

### 2024
Em 6 de agosto de 2024 às 06:42 UTC, a China lançou seu primeiro conjunto de dezoito satélites de painel plano associados ao projeto usando o veículo de lançamento Longa Marcha 6A, o 35º lançamento orbital da China no ano de 2024. O foguete foi lançado do Complexo de Lançamento de Taiyuan localizado no norte da Província de Shanxi e colocou os satélites em uma órbita polar. A Academia Chinesa de Ciências e a Corporação de Ciência e Tecnologia Aeroespacial da China relataram que a missão espacial foi "um sucesso completo". No entanto, o Comando Espacial dos Estados Unidos relatou que logo após a entrega de 18 satélites, o estágio superior do Longa Marcha 6A se partiu e criou uma nuvem de detritos de "mais de 300 pedaços de detritos rastreáveis em órbita baixa da Terra".

### Futuro
Com base na cobertura da mídia estatal chinesa CCTV, a China planejou lançar e estabelecer 648 satélites até o final de 2025 como parte dos 1.296 satélites na primeira fase de construção da constelação, com a megaconstelação de satélite multimídia de banda larga finalizada consistindo em mais de 15.000 satélites de internet. Destes, 108 satélites foram planejados para serem implantados em 2024 em lançamentos separados de 36 e 54 satélites de internet cada, e operariam nas bandas "Ku, Q e V".
O sistema também planejou anexar frequências finitas e posições orbitais, e também fornecer segurança de dados. O Exército de Libertação Popular expressou intenções de potencialmente usar a megaconstelação para usos militares semelhantes à utilidade da Starlink para comunicações das Forças Armadas Ucranianas enquanto lutava contra a Rússia durante a invasão russa da Ucrânia.

## Lançamentos
| Nome                    | Lançamento                     | Órbita | Apside orbital  | Inclinação | SCN         | COSPAR ID | Local de lançamento | Lançador        | Status      |
| ----------------------- | ------------------------------ | ------ | --------------- | ---------- | ----------- | --------- | ------------------- | --------------- | ----------- |
| G60 Grupo Polar 01 × 18 | 6 de agosto de 2024 06:42 UTC  | Polar  | 813 km (505 mi) | 89.0°      | 60379–60396 | 2024-140  | TSLC LA-9A          | Longa Marcha 6A | Operacional |
| G60 Grupo Polar 02 × 18 | 15 de agosto de 2024 11:06 UTC | Polar  |                 | 89.0°      |             | 2024-183  | TSLC LA-9A          | Longa Marcha 6A | Operacional |

## Impacto na astronomia
Os satélites Qianfan são brilhantes e representam uma ameaça à astronomia observacional. Com sua luminosidade atual, a espaçonave deixará riscos em imagens de pesquisa fotográfica que não podem ser removidos por software. Eles também interfeririam na apreciação estética do céu noturno porque são visíveis a olho nu. Outros operadores de espaçonaves atenuaram o brilho dos satélites para reduzir seu impacto na astronomia.